# Elecciones legislativas de Argelia de 1991
Las elecciones legislativas de Argelia de 1991 tuvieron lugar el 26 de diciembre del mencionado año con el objetivo de renovar los 430 escaños de la Asamblea Popular Nacional. Los comicios se realizaron en el marco de la transición democrática organizada por el presidente Chadli Bendjedid. Fueron las primeras elecciones multipartidistas desde la independencia y, aunque no llegaron a concluir, se considera en la práctica que fueron los únicos comicios nacionales sinceramente libres, justos y democráticos de la historia argelina. El sistema electoral empleado fue el del escrutinio mayoritario uninominal, con el país dividido en 430 circunscripciones que representaban un diputado cada uno. Se utilizó por única vez el sistema de segunda vuelta electoral, en el que cada candidato debería obtener el 50% de los votos más uno para resultar electo. Caso contrario, se realizaría un desempate entre los dos candidatos más votados en cada circunscripción. Bajo la nueva constitución, aprobada por referéndum, el sistema político pasaba a ser de un estado socialista unipartidista y presidencial a una república semipresidencialista, por lo que el legislativo electo tendría la potestad de designar al primer ministro y, por tanto, gobernar el país.
En la primera vuelta electoral, 232 escaños tuvieron victorias indiscutidas, mientras que los 198 restantes no tuvieron una mayoría coherente y se programó una segunda vuelta en ellos para el 16 de enero de 1992. En general, el comicio constituyó un rotundo triunfo para los candidatos del Frente Islámico de Salvación (FIS), partido de carácter islamista fundado tan solo dos años atrás, que logró asegurarse 188 escaños con el 47.27% de los votos en todo el país, y pasó a segunda vuelta en 173 circunscripciones. El gobernante Frente de Liberación Nacional (FLN), partido único desde la independencia, sufrió un duro golpe electoral al obtener solo 15 escaños en la primera vuelta con un magro 23.38%. El Frente de las Fuerzas Socialistas (FFS), liderado por Hocine Ait Ahmed, obtuvo el 7.40% de los votos, aunque fue segunda fuerza en escaños asegurados con 25 bancas.
Con este resultado, se daba prácticamente por sentado que el partido islamista repetiría su triunfo en la segunda vuelta, ganando dos tercios de los escaños. Esto habría permitido fácilmente al FIS cumplir con su programa electoral, que incluía consagrar democráticamente la conversión de Argelia en un estado islámico basado en el Corán y la Shura. Este hecho, sumado a las repetidas promesas de los dirigentes del FIS durante la campaña electoral de tomar represalias contra la jerarquía del régimen saliente (popularmente conocida como Le Pouvoir o "El Poder"), hizo que las élites políticas y militares del país entraran en pánico. El 11 de enero, dos días antes de la segunda vuelta, las fuerzas armadas realizaron un golpe de Estado que anuló los comicios y paralizó la transición, ilegalizando al FIS y arrestando o asesinando a varios de sus miembros. Los distintos grupos islamistas del país, que se encontraban ya antes de las elecciones escépticos ante la idea de participar en una toma de poder constitucional, terminaron de enardecerse por la nulidad de su triunfo y los ataques en su contra, desatando una intensa guerra civil (conocida como "la Década Negra") que duraría hasta 2002.

## Contexto
Tras el final de la guerra de independencia (1954-1962) y el fin de la colonización francesa, Argelia se fundó como una república popular de partido único, con el Frente de Liberación Nacional (FLN), como única fuerza política legal dentro del marco de una economía socialista fuertemente centralizada. A pesar de su caracterización constitucional, el estado argelino fue en la práctica gobernado por una poderosa élite, compuesta en gran medida por el fuerte ejército del país y un grupo selecto de figuras civiles. A este grupo, que ejercía un control sobre la política nacional por encima de cualquier cargo público, se los denominó popularmente como "Le Pouvoir" (en francés: "El Poder"). Bajo el sistema político vigente, el FLN designaba al único candidato presidencial y presentaba una lista única de candidatos legislativos, que se aprobaba plesbicitariamente. Los partidos de oposición fueron prohibidos, y la disidencia era duramente reprimida.
Durante la década de 1980, ante los crecientes problemas económicos que enfrentaba el país, el gobierno de Chadli Bendjedid intentó introducir reformas económicas que orientaron a Argelia hacia una economía de mercado. Sin embargo, estas medidas económicas ocasionaron una severa crisis y un incremento del desempleo entre los graduados universitarios. A finales de la década, el régimen del pouvoir era visto públicamente como responsable de una "corrupción a gran escala", así como de un empobrecimiento sostenido del país. Además, en el contexto de la guerra de Afganistán, varios jóvenes yihadistas argelinos de orientación salafista viajaron como voluntarios para luchar en contra del régimen comunista de corte soviético del lado de los muyahidines locales. Una gran cantidad de estos salafistas consideraban la insurgencia contra el gobierno marxista afgano como un preludio de la yihad (Guerra Santa) contra el estado argelino del FLN. En un intento de impedir esto, el FLN trató de islamizar "ligeramente" el régimen importando a dos eruditos islámicos, Mohammed al-Ghazali y Yusuf al-Qaradawi, para que "fortalecer la dimensión religiosa" de la "ideología nacionalista" del partido. En lugar de esto, los clérigos musulmanes trabajaron para promover el "despertar islámico", ya que eran "compañeros de viaje" de la Hermandad Musulmana y partidarios de Arabia Saudita y las otras monarquías del Golfo. En octubre de 1988 estalló una revuelta popular generalizada en contra de las políticas de austeridad del régimen y la corrupción. Miles de jóvenes urbanos (conocidos como hittistes) tomaron el control de las calles a pesar del asesinato de cientos de personas por las fuerzas de seguridad. El alcance político de los islamistas durante dichas protestas quedó demostrado cuando el gobierno de Bendjedid aceptó negociar con dirigentes de la Hermandad Musulmana. Después de esto, los disturbios prácticamente "se esfumaron". El 3 de noviembre, ante la presión ejercida por la oposición y la sociedad, se aprobó una reforma de la constitución que eliminaba el monopolio político del FLN, permitiendo por primera vez que los partidos opositores operaran legalmente.
Unos meses después, el 18 de febrero de 1989, se fundó el Frente Islámico de Salvación (FIS), un partido islamista de amplia base, que logró obtener vigencia legal en septiembre del mismo año, menos de un año después de las protestas. Dicho frente estaba liderado por dos hombres. Uno era Abbassi Madani, un profesor de la Universidad de Argel y excombatiente de la independencia, representó un conservadurismo religioso relativamente moderado y conectó simbólicamente al partido con la guerra de liberación, la cual era hasta entonces la principal base de la legitimidad del FLN. El otro era Ali Benhadj, un predicador carismático y maestro de secundaria, hizo un llamamiento a una clase más joven y menos educada. Un orador apasionado, era conocido por su capacidad para enfurecer o calmar a voluntad a las decenas de miles de jóvenes hitestestes que vinieron a escucharlo hablar. Ambos se declararon en contra de la democracia y se manifestaron a favor de una férrea interpretación del Corán y la Shura, alarmando a los sectores liberales y feministas del país. Sin embargo, en general, el FIS hizo un progreso "espectacular" en el primer año de su existencia, con un enorme número de seguidores en las áreas urbanas. Sus médicos, enfermeras y equipos de rescate mostraron "devoción y efectividad" ayudando a las víctimas de un terremoto en la provincia de Tipasa, y sus marchas y mítines organizados aplicaron una presión constante sobre el estado para forzar la convocatoria a elecciones anticipadas.
El 12 de junio de 1990 tuvieron lugar elecciones municipales para elegir autoridades de 1.541 municipios y 48 asambleas provinciales, siendo las primeras elecciones libres de la historia argelina. El FIS obtuvo una arrolladora victoria con más del 54% de los sufragios, casi duplicando en votos al FLN y obteniendo más que cualquier otro partido. 856 municipios tuvieron gobernantes del FIS, 486 del FLN y 199 de independientes y otros partidos. Durante los siguientes meses, las administraciones municipales del FIS fueron vistas como más eficientes, ordenadas y equitativas; en un absoluto contraste con las del FLN, que eran percibidas como corruptas, arbitrarias y derrochadoras. Sin embargo, mientras que la popularidad del FIS se incrementaba entre la sociedad argelina, la actitud radical de las administraciones que presidía alarmó aún más a la clase francófona menos tradicional: el FIS impuso el velo a las empleadas municipales; obligó a cerrar a las licorerías, tiendas de vídeos y otros negocios no islámicos; y segregó los baños por sexo. Ali Benhadj declaró en 1990 su intención de "prohibir a Francia en Argelia intelectualmente e ideológicamente, y de hacerlo, acabar de una vez por todas con quienes Francia ha amamantado con su leche envenenada". Los activistas devotos eliminaron las antenas parabólicas de los hogares que recibieran transmisiones satelitales europeas para reemplazarlas por antenas parabólicas árabes que reciberan transmisiones sauditas. Educativamente, el partido se comprometió a continuar la arabización del sistema educativo cambiando el idioma de instrucción en más instituciones, como las escuelas médicas y tecnológicas, del francés al árabe. A un gran número de graudados universitarios jóvenes, en su mayoría hablantes nativos de árabe, estas medidas les resultaron favorecedoras.
La Asamblea Popular Nacional, elegida bajo el sistema unipartidista en febrero de 1987, expiraba su mandato a principios de 1992, por lo que se programaron las primeras elecciones nacionales libres para realizarse entre el 26 de diciembre de 1991 y el 13 de enero de 1992 mediante el sistema de escrutinio mayoritario uninominal. En mayo de 1991, se debatió un proyecto para modificar las circunscripciones electorales establecidas, lo cual fue considerado por el FIS como un intento del FLN de manipular a su favor el sistema electoral. El FIS convocó a una huelga general y violentos disturbios se produjeron en junio, por lo que llegó a considerarse un atraso de las elecciones nacionales, aunque esto no se dio.

## Campaña
La campaña se realizó bajo un estado de emergencia declarado el 3 de junio de 1991 a raíz de los disturbios desatados por el FIS. Dicha declaración anuló algunas prerrogativas constitucionales. Los dos líderes del FIS (Madani y Benhadj) fueron arrestados y condenados a doce años de prisión durante este escenario, por lo que Abdelkader Hachani lideró al partido como candidato a primer ministro. A pesar de las agresiones, el FIS resolvió no boicotear las elecciones legislativas porque estaba seguro de su victoria. Sin embargo, un amplio sector interno del mismo se mostraba reacio a buscar la transformación de Argelia a un modelo islámico por la vía constitucional, y exigía la realización de la yihad para romper con el régimen antes de establecer el nuevo estado. Esto, sumado a los arrestos de Madani y Benhadj, provocó que la campaña tuviera una atmósfera muy tensa. En general, pese a lo anterior, se considera que los partidos opositores pudieron realizar su proselitismo con libertad, y se les permitió acceder a la radio, la televisión y los periódicos estatales y privados. El FIS fundó incluso su propia publicación, El-Mounkid, como contraposición a los medios "tradicionales".
El FIS basó su campaña en resaltar los valores islámicos de la sociedad, y en condenar a la élite del pouvoir como pro-francesa, antipatriótica y financieramente corrupta. El partido se comprometió a frenar el "declive moral" que sufría la sociedad argelina. Sin embargo, su campaña no fue únicamente religiosa (si bien fue su principal eje) y contó con expertos en diversos temas de interés, en especial la economía, la agricultura y la política petrolera. Pocos días antes de la primera vuelta, el FIS demostró su fortaleza con una masiva concentración en Argel, que reunió a 120.000 manifestantes.
Por su parte, el FLN no contaba con una base muy amplia para realizar su campaña, a pesar de gozar del monopolio de los recursos estatales, debido a que era visto como único responsable de la compleja situación económica y social que vivía el país. De este modo, el FLN recurrió a intentar inducir miedo en los votantes liberales, socialistas y feministas, tratando de recordar al electorado que un triunfo islamista significaría un duro retroceso con respecto a cualquier libertad civil que la democracia traería consigo. Sin embargo, no hizo ningún esfuerzo por descartar una victoria del FIS, y de hecho contribuyó a su fortalecimiento al tratar de polarizar la elección, afirmando que se trataba de una lucha "frente contra frente".

## Resultados
El 26 de diciembre de 1991 tuvo lugar la primera vuelta electoral, sin que se registraran irregularidades. El FIS obtuvo un abrumador resultado con el 47.27% de los votos a nivel nacional, si bien perdió un millón con respecto a las elecciones municipales del año anterior, y 188 de los 232 escaños, además de pasar a segunda vuelta en 173 circunscripciones. A pesar de su apabullante derrota, el FLN obtuvo 15 escaños en primera vuelta y logró consolidarse como una fuerza electoral coherente fuera del ámbito unipartidista, al pasar a segunda vuelta en 154 distritos. El Frente de las Fuerzas Socialistas, primer partido opositor fundado clandestinamente en 1963, quedó tercero con un 7.40%, pero se garantizó más escaños que el FLN con 25 bancas, si bien solo pasó al desempate en otras 19 circunscripciones. El Movimiento de la Sociedad Islámica (Hamás) y la Agrupación por la Cultura y la Democracia (RCD) no obtuvieron escaños pero pasaron a segunda vuelta en 5 cada uno. El Movimiento del Renacimiento Islámico (MRI) pasó a segunda vuelta en dos distritos. En 17 circunscripciones, un candidato independiente pasó a segunda vuelta contra alguno de los partidos.
La polarización de la elección y el éxito parcial del FLN en captar el voto antiislamista se notó en el hecho de que, de los 198 desempates programados, tres cuartos (146) serían entre un candidato del FIS y un candidato del FLN. Sin embargo, el FIS se garantizó en la primera vuelta ser el único partido capaz de lograr una mayoría absoluta coherente de 216 escaños, e incluso aunque el partido más cercano (el FLN), hubiera triunfado en todos los desempates, no había forma de evitar que el FIS fuese el partido más grande de la Asamblea por casi veinte bancas. El FIS, por otro lado, tenía prácticamente garantizada una mayoría de dos tercios, quizás incluso de tres cuartos del legislativo. Solo en 25 de las 198 circunscripciones que pasaron a segunda vuelta no participaría el FIS.
|  | 47.27 % |

|  | 23.38 % |

|  | 7.40 % |

|  | 5.35 % |

|  | 2.90 % |

|  | 2.18 % |

|  | 1.97 % |

|  | 0.98 % |

|  | 0.70 % |

|  | 0.42 % |

|  | 0.40 % |

|  | 0.16 % |

|  | 0.16 % |

|  | 0.14 % |

|  | 0.13 % |

|  | 0.13 % |

|  | 0.13 % |

## Anulación y consecuencias
La campaña del FIS se había caracterizado por su encendida retórica contra el pouvoir y sus amenazantes promesas de tomar represalias en su contra en cuanto asumieran el control del país. Esta actitud hizo que la élite política entrara en pánico. Además, el FIS estaba, en el mejor de los casos, dividido con respecto a la conveniencia de preservar un régimen democrático, y los sectores menos islamistas de la sociedad no vieron con buenos ojos el ascenso irreversible de un régimen islamista. Edward Djerejian, subsecretario de Estado de los Estados Unidos, afirmaría posteriormente que un gobierno del FIS habría sido: "One person, one vote, one time" (Un hombre, un voto, una vez).
El 11 de enero de 1992, tan solo dos días antes de la segunda vuelta, el ejército realizó un golpe de Estado que derrocó a Bendjedid (el cual fue forzado a dimitir) e instauró una junta militar provisional. Las elecciones fueron anuladas y el 4 de marzo, el FIS fue ilegalizado y más de 5.000 de sus miembros, detenidos. Mohamed Boudiaf, hasta entonces un veterano exiliado de la guerra de la independencia, asumió la presidencia interina del país, pero fue asesinado el 29 de junio por uno de sus guardaespaldas. Tras un período de calma relativa, el brazo armado del FIS, el Ejército Islámico de Salvación (AIS) se alzó en armas contra el gobierno, desatando la guerra civil argelina.